# Біметалічні труби
Біметалічні труби - застосовують в умовах транспортування високоабразивних та агресивних гідросумішей застосовують біметалеві труби. Внутрішні поверхні таких труб виготовлені з карбідоутворюючих сплавів сталі з молібденом, ванадієм, титаном, хромом та ін. Найчастіше застосовуються для виготовлення біметалевих труб сплави хрому, придатні для безпосереднього виробництва труб та трубних заготовок для подальшого гарячого прокатування.